# Kulltjärnen (Hjulsjö socken, Västmanland)
Kulltjärnen är en sjö i Hällefors kommun i Västmanland och ingår i Norrströms huvudavrinningsområde.